# クーゲルブリッツ
クーゲルブリッツ (Kugelblitz) は、第二次世界大戦中のドイツ国防軍の開発した対空戦車である。「Gerät556（556器材）」または「Flakpanzerwagen604/4（対空戦車604/4）」とも呼ばれた。
“Kugelblitz”とは、「球電現象」を指すドイツ語である。

## 概要
ドイツ国防軍は、メーベルワーゲン等の戦車の車体に対空機関砲をそのまま載せただけの対空戦車と異なり、UボートXXI型への搭載を予定していた303号3cm連装高射機関砲塔を転用した本格的な対空戦車を開発することを計画した。
砲塔は揺動式と呼ばれる構造で、横旋回を行う外郭に、俯仰を行う機関砲と乗員を収めた部分が独立して組み合わされて構成されている。この砲塔に装備されるベルト給弾式3cm機関砲は元来は航空機用で、連装化により650発/分の発射速度を発揮した。
1944年1月27日、アルケット社は軍需省に対し、Uボート用砲塔をIV号戦車にそのまま転用することはできず、戦車用に改修する必要があることを回答した。そのため砲塔はダイムラーベンツ社にて設計されることとなった。これに合わせ、車体に用いられたIV号戦車にもターレット径の変更、無線手・操縦手用ハッチの変更が必要になった。
“クーゲルブリッツ”の名称が与えられたこの新型対空戦車は、暫定的に製作された各種対空戦車の後継として、1944年4月から開発が開始され、同年9月に量産が始まる予定であった。しかし開発作業は遅れ、同年10月に展示用が1台、試作車2輌は1945年2月にようやく完成し、量産車はドイチェ・アイゼンヴェルケにて1945年3月に最初の2輌が完成した。
1945年3月から月間30輌の量産が計画されたが、当初車台として用いるはずだったIV号戦車またはIII/IV号自走砲車台の生産中止が決まり、これを38(t)車台の発展型である38(d)車台に変更する等再び遅延、量産化は7両分の車体と少数の砲塔を製造した段階で計画のみに終わった。製造されたクーゲルブリッツ用車体は、オストヴィント用に転用された。
なお、試作車と少数の生産車は西部戦線またはベルリンの防空戦に投入されたとされるが、具体的な戦歴は残っていない。

## 構造

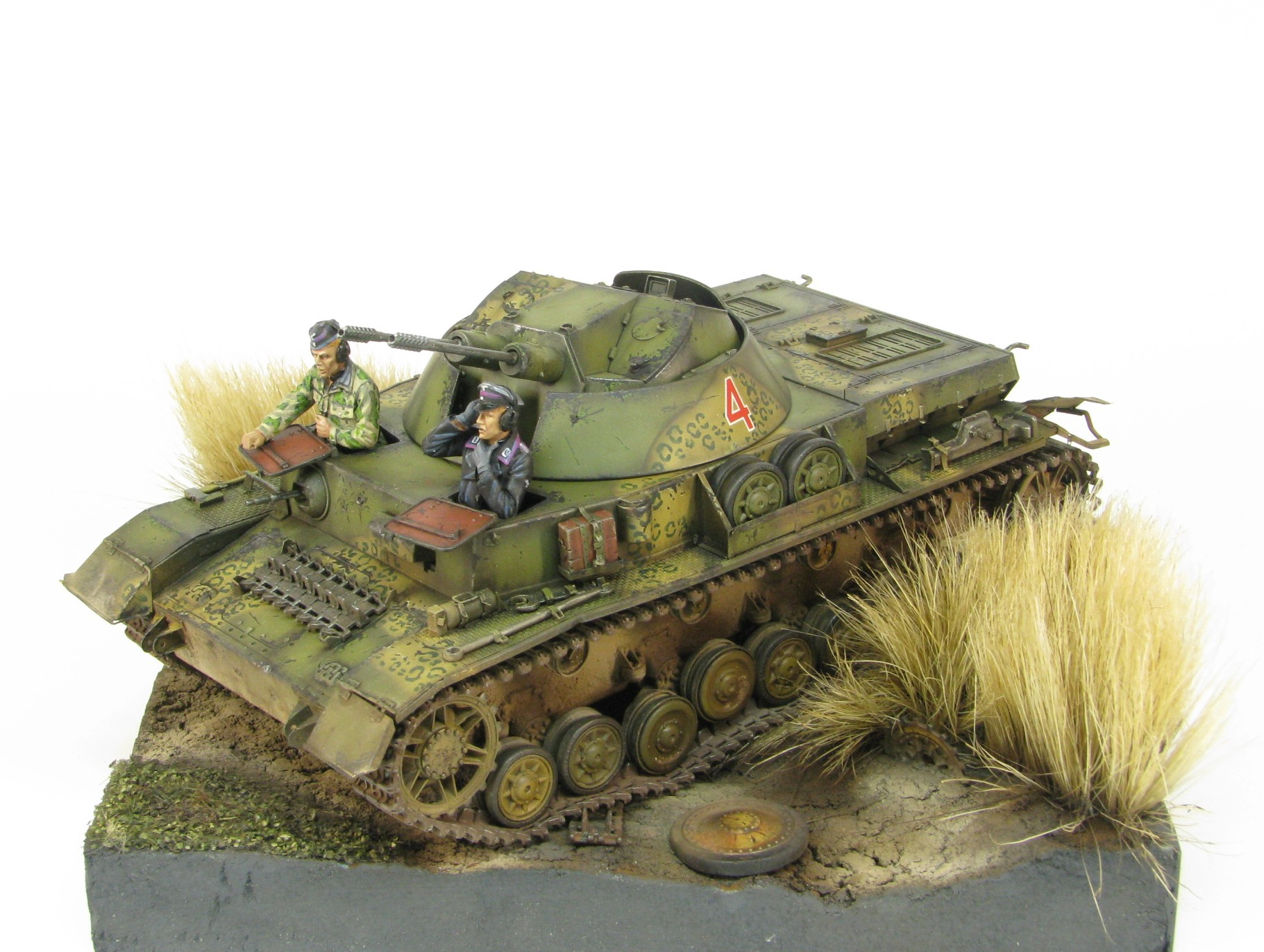
クーゲルブリッツの量産型の模型(1/35スケール)
実戦仕様を想定した塗装とマーキングが施されている

クーゲルブリッツの特徴は、ドイツ軍の開発した対空戦車として初めて完全な密閉型砲塔を搭載している点である。メーベルヴァーゲンやヴィルベルヴィントが不完全な装甲や砲塔しか持たないのと一線を画し、この砲塔は密閉型にして球形の砲塔であり、最大20mm、上部10mmから18mmの装甲で覆われており、更に砲塔の全周を包む形で30mmの装甲板が設置されていた。
砲塔は360度の旋回が可能であり、旋回速度は毎秒25度であった。俯仰は-7度から+80度まで可能、俯仰速度は毎秒20度である。旋回はDVL社製の油圧駆動と人力によった。砲塔外殻は水平方向の旋回を行うと同時に、内郭の球形砲塔を支持する役割を持っている。このため外殻部には両側面に砲塔と俯仰軸となる接合点を持つ。内部の球形砲塔は俯仰を行い、乗員は砲塔の動きに合わせて姿勢が変わった。仰角90度での対空射撃時には、射手は真上を向いていることになる。
砲は口径30mmの強力な航空機関砲、ラインメタル MK103機関砲を並列に配置し、発射速度は冷却と持続射撃を考慮して原型よりも多少抑えられ、425発／分であった。機関砲の先端には多孔式マズルブレーキが斜めに傾けて装着されている。これはブラストによる地上の塵の巻き上げを防止しようとしたものであった。機関砲の周囲は薄い金属性のカバーで防護され、乗員が接触しないよう配慮されている。携行弾数は1,200発であり、600発連結のベルトリンクを2組、砲塔内部砲手席下の弾薬庫に収めた。車長は砲塔の後方、機関砲の後尾に位置し射撃を指揮した。砲手は機関砲の側面に一人ずつ位置し、射撃はフットペダルで行った。
ターレットリングはより直径の大きいティーガー I と同じ1,900mm幅のものに変更されており、これにより操縦手・無線手ハッチの配置は、原型車体では前面装甲に対し平行だったものが、逆ハの字型の斜め位置に変更され干渉を避けていた。これ以外の車体部はIV号戦車のものをそのまま用いる予定であったが、開発にあたり製作された木製のモックアップでは量産型と車体の戦闘室前部形状がやや異なる。